# 1165

## Události
- v Lombers setkání římského duchovenstva s katarskou delegací vedenou albigenským biskupem

## Narození
Česko
- ? – Jarloch, český kronikář a opat († 1228)
- ? – Richsa Česká, dcera českého krále Vladislava II. († 19. dubna 1182)

Svět
- 11. července – Albrecht III. z Bogenu, hrabě z Bogenu († 20. prosince 1197)
- 28. července – Ibn al-Arabí, arabský islámský mystik a filozof († 16. listopadu 1240)[1]
- 21. srpna – Filip II. August, francouzský král († 14. července 1223)
- říjen – Johana Anglická, sicilská královna († 1199)
- listopad – Jindřich VI. Štaufský, císař Svaté říše římské († 28. září 1197)
- ? – Jindřich I. Brabantský, brabantský a dolnolotrinský vévoda, účastník křížové výpravy († 1235)
- ? – Simon IV. z Montfortu, hrabě z Montfortu a Leicestru, účastník čtvrté křížové výpravy († 25. června 1218)
- ? – Pelagio Galvani, portugalský kardinál, vůdce páté křížové výpravy († 30. ledna 1230)
- ? – Filip z Plessis, velmistr řádu templářů († 12. listopadu 1209)

## Úmrtí
- 18. června – Alžběta ze Schönau, německá řeholnice a mystička (* 1129)
- 9. prosince – Malcolm IV., král skotský (* 1141)
- ? – Sibyla z Anjou, flanderská hraběnka a regentka (* 1116)

## Hlavy států
- České království – Vladislav II.
- Svatá říše římská – Fridrich I. Barbarossa
- Papež – Alexandr III.
- Anglické království – Jindřich II. Plantagenet
- Francouzské království – Ludvík VII.
- Polské knížectví – Boleslav IV. Kadeřavý
- Uherské království – Štěpán III. Uherský
- Kastilské království – Alfonso VIII. Kastilský
- Rakouské vévodství – Jindřich II. Jasomirgott
- Sicilské království – Vilém I. Sicilský
- Skotské království – Malcolm IV. / Vilém Lev
- Byzantská říše – Manuel I. Komnenos